# عبد المنعم بن عيسى السركال
عبد المنعم بن عيسى السركال رجل أعمال إماراتي ومؤسس السركال أفينيو.

## السنوات المبكرة والتعليم
ولد عبد المنعم ونشأ في الإمارات العربية المتحدة. شارك جده في تأسيس شركة دبي العامة للهواتف المحدودة، أول شركة اتصالات في الإمارات العربية المتحدة. في طفولته، تعرّف عبد المنعم على الفن من خلال مجموعة كتب والده عن الفن الإسلامي والتحف الغربية.
بعد تخرجه من الجامعة في الولايات المتحدة، بدأ حياته المهنية في مجال العقارات والتطوير في الإمارات العربية المتحدة.

## مسار مهني مسار وظيفي
هو مؤسس السركال، والسركال أفينيو، وهو حي للفنون يقع في منطقة صناعية سابقة في منطقة القوز في دبي ويعتبر من أكثر المراكز الثقافية التي يتم الحديث عنها. بدأ السركال أفنيو (شارع السركال) في عام 2007 كشركة تخزين. تم إطلاق السركال أفينيو في عام 2008 ، وهو مكان لمزيج من المعارض الفنية والمساحات غير الربحية والمطاعم وأماكن الأداء ومساحات العمل المشترك. بدأ عبد المنعم توسعة شارع السركال، والتي تم إطلاقها في أوائل عام 2015. بالإضافة إلى مساحة عرض أكبر، أضافت التوسعة مسرح وسينما مستقلة ومكانًا للأداء في الهواء الطلق.
في مارس 2017 ، افتتح عبد المنعم كونكريت (شارع السركال)، وهو مكان متعدد الأغراض وأول مبنى في الإمارات العربية المتحدة من تطوير مكتب متروبوليتان للهندسة المعمارية (OMA). في أبريل 2019 ، رشح كونكريت ضمن القائمة القصيرة لجائزة الآغا خان للعمارة لعام 2019. أطلق السركال وعائلة السركال مؤسسة السركال للفنون في مارس 2019 ، والتي تدعم الممارسات متعددة التخصصات عبر اللجان الفنية العامة والإقامات والمنح البحثية والبرامج التعليمية.
ظهر عبد المنعم في قائمة أقوى 100 لمجلة Surface لعام 2016 ، وهو عضو في مجموعة اقتناء الفن المعاصر والحديث في الشرق الأوسط في المتحف البريطاني، ولجنة الاستحواذ في الشرق الأوسط وشمال إفريقيا في Tate، ودائرة الشرق الأوسط لمؤسسة Solomon R. Guggenheim.

## الجوائز
حصل عبد المنعم وعائلة السركال على جائزة راعي الفنون مرتين، في عامي 2012 و2013 من قبل الشيخ محمد بن راشد آل مكتوم، نائب رئيس دولة الإمارات العربية المتحدة حاكم دبي.